# La sombra de Ender
La sombra de Ender (en inglés: Ender's Shadow) es una novela del escritor estadounidense de ciencia ficción Orson Scott Card publicada en 1999 y que inicia la segunda parte de la Saga de Ender.

## Argumento
En la sombra de Ender, el autor de la saga nos muestra otra perspectiva de la misma historia que en "El juego de Ender". Esta vez el protagonista es Bean, un niño de cuatro años con una inteligencia excepcional (fruto de modificación genética) que sobrevive en las calles de Róterdam al "llevar la civilización" a ellas. Merced a su inteligencia, manipula a sus superiores para que realicen sus deseos. Formando una banda liderada por Aquiles, un chaval cojo, que modifica toda la vida de los huérfanos vagabundos de la ciudad.
Este cambio de actitud en una sociedad urbana que había vuelto al salvajismo y a la ley del más fuerte, hace que los adultos se pregunten por su causa, siendo finalmente Sor Carlotta, una monja quien averigua la capacidad intelectual del niño y , consigue que lo manden a la escuela de batalla, donde saca las puntuaciones más altas. Allí se infiltra en el sistema, por las redes y físicamente trepando por los conductos de ventilación, deduciendo los planes de las altas esferas militares.
Le ofrecen diseñar la escuadra Dragón, que liderará Ender. En la escuela de mando comprende la verdad, sabiendo que él llevará a cabo la misión de derrotar a los insectores en caso de que Ender falle, y al mismo tiempo se prepara para la guerra entre las naciones de la Tierra tras la destrucción del enemigo común.